# 11874 Gringauz
A 11874 Gringauz (ideiglenes jelöléssel 1989 XD1) a Naprendszer kisbolygóövében található aszteroida. Eric Walter Elst fedezte fel 1989. december 2-án.